# Handball-Afrikameisterschaft der Männer 1985
Die 6. Handball-Afrikameisterschaft der Männer wurde im Jahr 1985 in der angolanischen Hauptstadt Luanda durch die Confédération Africaine de Handball (CAHB) ausgerichtet. Sechs Mannschaften waren für die Endrunde qualifiziert. Titelverteidiger Algerien gewann das Turnier vor der Auswahl Tunesien und dem Drittplatzierten Volksrepublik Kongo. Vierter wurde die Mannschaft der Ägyptens, vor dem Gastgeber Angola auf dem fünften und der Elfenbeinküste auf dem sechsten Rang.
Mit dem Erfolg qualifizierte sich Algerien für die 11. Handball-Weltmeisterschaft 1986 in der Schweiz; Tunesien erhielt einen Startplatz bei der Handball-B-Weltmeisterschaft 1987 in Italien.
| Platzierung | Mannschaft                 |
| ----------- | -------------------------- |
| 1.          | Algerien, Titelverteidiger |
| 2.          | Tunesien                   |
| 3.          | Volksrepublik Kongo        |
| 4.          | Ägypten                    |
| 5.          | Angola, Gastgeber          |
| 6.          | Elfenbeinküste             |